# Chélieu
Chélieu är en kommun i departementet Isère i regionen Auvergne-Rhône-Alpes i sydöstra Frankrike. Kommunen ligger i kantonen Virieu som tillhör arrondissementet La Tour-du-Pin. År 2022 hade Chélieu 739 invånare.

## Befolkningsutveckling
Antalet invånare i kommunen Chélieu
Referens:INSEE